# Walawa (obwód czerkaski)
Walawa (ukr. Валява) – wieś na Ukrainie, w obwodzie czerkaskim, w rejonie czerkaskim. W 2001 liczyła 2641 mieszkańców, wśród których 2599 jako ojczysty język wskazało ukraiński, 37 rosyjski, 1 polski, a 4 inny.

## Urodzeni
- Aleksandr Barmin
- Oksana Pawłenko